# The Dangerous Paradise
The Dangerous Paradise er en amerikansk stumfilm fra 1920 af William P.S. Earle.

## Medvirkende
- Louise Huff som Ivis Van Astor
- Harry Benham som Norman Kent
- Ida Darling som Forrester
- John Raymond som Roland Sweet
- Nora Reed som Lolo Stuyvesant
- Templar Saxe som Horatio Worthington
- William Brille som J. Mortimer Potter
- Maude Hill som Stanley